# Børge Andersen
Børge Andersen (ur. 19 marca 1934, zm. 8 lutego 1993) – duński szachista, mistrz międzynarodowy od 1964 roku.

## Kariera szachowa
Od połowy lat 50. do połowy 70. należał do czołówki duńskich szachistów. Wielokrotnie uczestniczył w finałach indywidualnych mistrzostw kraju, czterokrotnie (1958, 1967, 1968, 1973) zdobywając złote oraz sześciokrotnie (1959, 1961, 1962, 1965, 1966, 1975) – srebrne medale. Pomiędzy 1954 a 1974 r. pięciokrotnie (w tym 2 razy na I szachownicy) reprezentował Danię na szachowych olimpiadach, zdobywając 39½ w 72 partiach. W 1957 r. wystąpił w narodowym zespole na drużynowych mistrzostwach świata studentów, rozegranych w Reykjaviku.
Brał udział w kilkunastu turniejach międzynarodowych, m.in. w Dreźnie (1956), Kopenhadze (1960, memoriał Arona Nimzowitscha i 1965), Krems an der Donau (1967), Büsum (1968), Grenie (1973) (mistrzostwa krajów nordyckich) oraz Gstaadzie (1973), nie osiągając jednak znaczących sukcesów. W 1975 r. zakończył szachową karierę.
Według systemu Chessmetrics, najwyższy ranking osiągnął w grudniu 1962 r., z wynikiem 2542 pkt zajmował wówczas 104. miejsce na świecie.